# Лоренцо Пеллегріні
Лоренцо Пеллегріні (італ. Lorenzo Pellegrini, нар. 19 червня 1996, Рим) — італійський футболіст, півзахисник та капітан клубу «Рома» та національної збірної Італії.

## Клубна кар'єра
Народився 19 червня 1996 року в Римі. Вихованець академії «Роми». Представляв команду в Юнацькій лізі УЄФА.
22 березня 2015 року у віці 18 років він дебютував за першу команду в матчі Серії А проти «Чезени», вийшовши на заміну на 67-ій хвилині замість Саліха Учана. Цей матч так і залишився єдиним для гравця того сезону.
30 червня 2015 року Лоренцо покинув «Рому» і підписав контракт з «Сассуоло». Сума трансферу склала 1,25 млн. євро. 8 листопада 2015 року дебютував у складі свого нового клубу, вийшовши у стартовому складі на матч з «Карпі». З тих пір став гравцем основної обойми. У першому сезоні 2015/16 провів 19 зустрічей і забив 3 м'ячі, а у наступному дебютував у єврокубках 29 вересня 2016 року, в матчі Ліги Європи з «Генком» (3:1). 3 листопада, у домашній грі Ліги Європи проти «Рапіда» (2:2), він забив свій перший гол у єврокубках. Також він продовжував забивати і у Серії А, ставши наймолодшим гравцем, який забив 10 голів у найвищому італійському дивізіоні.
30 червня 2017 року Пеллегріні повернувся до «Роми», підписавши контракт до 30 червня 2022 року, сума трансферу склала € 10 млн. Ініціатором повернення став тренер Еусебіо Ді Франческо, що саме перейшов з «Сассуоло» в «Рому» і вирішив скористатись правом викупу гравця, прописаного у попередньому переході. 2022 року Пеллегріні допоміг команді виграти дебютний розіграш Ліги конференцій, зігравши в тому числі і у фінальному матчі проти «Феєнорда» (1:0). Станом на 24 травня 2022 року відіграв за «вовків» 142 матчі в національному чемпіонаті.
10 грудня 2023 року матч Серії А проти «Фіорентини» став для Пеллегріні ювілейним, 250-м, у складі «Роми» у всіх турнірах.

## Виступи за збірні
2014 року дебютував у складі юнацької збірної Італії, взяв участь у 15 іграх на юнацькому рівні, відзначившись одним забитим голом.
З 2015 року залучався до складу молодіжної збірної Італії, з якою поїхав на молодіжний чемпіонат Європи 2017 року. На цьому турнірі він забив гол у грі проти однолітків з Данії (2:0) та допоміг команді стати півфіналістом турніру. Всього на молодіжному рівні зіграв у 13 офіційних матчах, забив 4 голи.
11 червня 2017 року дебютував в офіційних матчах у складі національної збірної Італії у відбірковій грі до чемпіонату світу 2018 року проти Ліхтенштейну (5:0).
2 червня 2021 року був включений до заявки національної команди на Євро-2020, утім за день до старту турніру травмувався і був замінений у заявці на Гаетано Кастровіллі.

## Статистика виступів

### Статистика клубних виступів
| Сезон                | Команда              | Чемпіонат            | Чемпіонат | Чемпіонат | Національний кубок | Національний кубок | Національний кубок | Континентальні кубки | Континентальні кубки | Континентальні кубки | Інші змагання | Інші змагання | Інші змагання | Усього | Усього |
| Сезон                | Команда              | Ліга                 | Ігор      | Голів     | Ліга               | Ігор               | Голів              | Ліга                 | Ігор                 | Голів                | Ліга          | Ігор          | Голів         | Ігор   | Голів  |
| -------------------- | -------------------- | -------------------- | --------- | --------- | ------------------ | ------------------ | ------------------ | -------------------- | -------------------- | -------------------- | ------------- | ------------- | ------------- | ------ | ------ |
| 2014–15              | «Рома»               | A                    | 1         | 0         | КІ                 | 0                  | 0                  | ЛЧ+ЛЄ                | 0                    | 0                    | -             | -             | -             | 1      | 0      |
| 2015–16              | «Сассуоло»           | A                    | 19        | 3         | КІ                 | 1                  | 0                  | -                    | -                    | -                    | -             | -             | -             | 20     | 3      |
| 2016–17              | «Сассуоло»           | A                    | 28        | 6         | КІ                 | 1                  | 1                  | ЛЄ                   | 5                    | 1                    | -             | -             | -             | 34     | 8      |
| Усього за «Сассуоло» | Усього за «Сассуоло» | Усього за «Сассуоло» | 47        | 9         |                    | 2                  | 1                  |                      | 5                    | 1                    |               | -             | -             | 54     | 11     |
| 2017–18              | «Рома»               | A                    | 14        | 2         | КІ                 | 1                  | 0                  | ЛЧ                   | 6                    | 0                    | -             | -             | -             | 21     | 2      |
| Усього за «Рому»     | Усього за «Рому»     | Усього за «Рому»     | 15        | 2         |                    | 1                  | 0                  |                      | 6                    | 0                    |               | -             | -             | 22     | 2      |
| Усього за кар'єру    | Усього за кар'єру    | Усього за кар'єру    | 62        | 11        |                    | 3                  | 1                  |                      | 11                   | 1                    |               | -             | -             | 76     | 13     |